# امبزن
امبزن (به آلمانی: Embsen) یک شهر در آلمان است که در Lüneburg واقع شده‌است. امبزن ۲٬۶۹۳ نفر جمعیت دارد.